# Гущерът от ледовете
„Гущерът от ледовете“ е научнофантастична повест на българския писател Петър Бобев.
Публикувана е от издателство „Народна младеж“, София на 15 юли 1958 г. под № 42 от поредицата Библиотека „Приключения и научна фантастика“ с илюстрации от художника Михаил Руев. Книгата е с формат 25 см. (1/16 59/84), с размери 14,5/20,5 см., 156 страници, подвързана с твърди корици, с тираж: 8000 бр.

## Сюжет
Внимание:  Текстът по-долу разкрива сюжета на произведението (или части от него)!
При геоложки проучвания под ледовете на Антарктида научен екип се натъква на замразен в леда еласмозавър - огромен морски динозавър, замръзнал при заледяването на континента. Чудовището е извадено от леда и натоварено в хладилна камера на кораб, с който да бъде транспортирано до Европа за научни изследвания.
По време на пътуването охлаждането на хладилната камера спира да работи поради авария. На сутринта намират камерата празна. Всички смятат, че при люлеенето от вълните трупът се е хлъзнал по локвата под него, и е паднал зад борда. Синът на учения, открил еласмозавъра, обаче вижда, че размразеният динозавър се е съживява, излиза от камерата и се гмурва в океана.

## Литературни награди
- 1955: насърчение от журито на анонимния конкурс, обявен през 1955 година от Министерството на народната просвета и Съюза на българските писатели за написване на най-хубави творби за деца.

## Рецензия
- Секул Петров: „Детската литература през 1958 г.“, сп. „Пламък“, март 1959 г., книжка 3, стр.87-92.